# Ernst Zwilling
Ernst Alexander Zwilling (* 25. September 1904 in Osijek, Österreich-Ungarn, heute: Kroatien; † 24. Oktober 1990 in Baden, Niederösterreich) war ein österreichischer Afrikaforscher und Reiseschriftsteller.

## Leben
Zwilling lebte bis zu seinem vierten Lebensjahr im slawonischen Osijek, wo die Mutter daheim war, die einer begüterten deutschsprachigen Kaufmannsfamilie entstammte. Sein Vater war von Geburt Wiener und diente im Südosten der Donaumonarchie als Oberstleutnant. Als der Vater 1908 nach Wien zurückbeordert wurde, wohnte die Familie erst in einem der Offizierspavillons der Albrechtskaserne im Prater, später in einem Zinshaus an der Elisabethpromenade. Der kleine Junge hielt sich am liebsten bei seinen Großeltern in der Villa in Hietzing auf, wo ihn der Großvater die Patronenhülsen stopfen ließ, bevor er auf die Jagd ging, und die Großmutter Abenteuergeschichten und exotische Reiseschilderungen vorlas.
Ernst Zwilling war bereits in den 1930er Jahren in Kamerun. Nach dem Anschluss 1938 glaubte Zwilling an die Rückgewinnung der ehemaligen Kolonien zum Deutschen Reich. Am 14. Dezember 1940 beantragte er die Aufnahme in die NSDAP und wurde am 1. Januar 1941 aufgenommen (Mitgliedsnummer 8.288.523). Im Zuge der Entnazifizierung nach dem Zweiten Weltkrieg spielte seine Gesinnung aber keine Rolle.
Ernst A. Zwilling wurde in der Liste der gesperrten Autoren und Bücher genannt, die im Jänner 1946 vom Bundesministerium für Unterricht (BMfU) herausgegeben wurde.
1953 übergab er dem Tiergarten Schönbrunn den ersten Gorilla. So machte er sich einen Namen als Großwildjäger von lebenden Tieren und wurde auch in Österreich bekannt.
In der folgenden Zeit schrieb Zwilling nicht nur Reiseberichte, sondern verfilmte diese auch.
Er starb 1990 im Krankenhaus von Baden bei Wien und wurde auf dem Hietzinger Friedhof beigesetzt.
Ernst A. Zwilling schenkte seine Sammlung dem Land Niederösterreich, das sie in einem eigenen Afrika-Museum im Schloss von Bad Deutsch-Altenburg einige Jahre lang öffentlich zugänglich machte.

## Werke
- Unvergessenes Kamerun. Zehn Jahre Wanderungen und Jagden, 1928–1938. Parey, Berlin 1940.
- Vom Urhahn zum Gorilla. Eines Jägers Wanderjahre. Universum, Wien 1949.
- Großwildjäger in Afrika. St.-Gabriel-Verlag, Wien-Mödling 1954.
- Steppentage – Urwaldnächte. Auf Tierfang und Jagd in Äquatorial-Afrika. Ullstein, Wien 1954.
  - Nuits de brousse, 2012.
- Tropen, Urwald, Afrika. St.-Gabriel-Verlag, Wien-Mödling 1956 (Frische Saat; 74).
- Unter Buschmännern und Großwild in Angola, Farbfilm, 1957.
- Angola-Safari. Meine Streifzüge in Portugiesisch-Westafrika. St.-Gabriel-Verlag, Wien-Mödling 1958.
- Rei Buba schrieb das Drehbuch. Filmarbeit und Jagd im letzten Despotenreich Afrikas, Neff. Wien 1958.
- Seltene Trophäen. Kostbarkeiten aus 20 afrikanischen Wanderjahren, Parey, Hamburg, Berlin 1958.
- Sahara-Piste, Kaldenkirchen: Steyler Verl.-Buchh. [u. a.] 1959 (Frische Saat, Sonderheft; 18).
- Tierparadies Ostafrika. St.-Gabriel-Verlag, Wien-Mödling 1959.
- Wildes Karamoja, St.-Gabriel-Verlag, Wien-Mödling 1964
- Der Wildnis verfallen! 50 Jahre Jagdexpeditionen in Afrika, Stocker, Graz 1991.